# جيف غروث
جيف غروث (بالإنجليزية: Jeff Groth)‏ هو لاعب كرة قدم أمريكية أمريكي، ولد في 2 يوليو 1957 في مانكاتو في الولايات المتحدة.

## وصلات خارجية
- جيف غروث على موقع مرجع كرة القدم المحترفة.كوم (الإنجليزية)